# This Bike Is a Pipe Bomb
This Bike Is a Pipe Bomb – amerykański zespół folkowo-rockowy z Pensacoli (Floryda), założony w 1997.
Początkowo zespół grał new wave, jednak szybko jego członkowie postanowili grać muzyka country; mimo to punkowe korzenie są wyraźnie słyszalne w ich muzyce, co pozwala określać ją jako folk-punk.
Duża część tekstów piosenek zespołu ma zabarwienie polityczne: głoszą idee pacyfistyczne, nawiązują do tradycji ruchu praw obywatelskich z lat 60. XX w.
Nazwa zespołu bywa źródłem nieporozumień. Znane są trzy przypadki, kiedy to rower z napisem-nazwą zespołu (dosł.: Ten rower jest bombą rurową) był przyczyną fałszywego alarmu bombowego.

## Skład
1. Rymodee – gitara, śpiew, harmonijka ustna
2. Terry Johnson – gitara basowa, śpiew
3. Teddy „Ted” Helmick – perkusja, śpiew, „żarty”

## Dyskografia (LP)
- Dance Party With..., Plan-It-X Records, 2001
- Front Seat Solidarity, Plan-It-X Records, 2002
- Three Way Tie for a Fifth, Plan-It-X Records, 2004
- Convertible, Plan-It-X Records, 2008